# Grigorij Dawidienko
Grigorij Dawidienko (ros. Григорий Иванович Давиденко, ur. 17 kwietnia 1921 w Starym Kowraju obecnie w rejonie złotonoskim w obwodzie czerkaskim, zm. 8 maja 1945 k. Lipawy) – radziecki lotnik wojskowy, porucznik lotnictwa, Bohater Związku Radzieckiego (1944).

## Życiorys
Urodził się w ukraińskiej rodzinie chłopskiej. Miał wykształcenie średnie, pracował w rodzinnej wsi. Od 1939 służył w radzieckiej Marynarce Wojennej, w czerwcu 1941 ukończył Wojskowo-Morską Szkołę Lotniczą im. Lewoniewskiego w stopniu sierżanta. Został skierowany do Floty Bałtyckiej jako pilot 73 pułku lotniczego, od października 1941 do maja 1942 uczył się nocnego pilotażu samolotem Pe-2. Od lipca 1942 uczestniczył w wojnie z Niemcami, brał udział w bitwie o Leningrad, walczył w lotnictwie Floty Bałtyckiej, będąc nawigatorem samolotu 26 samodzielnej eskadry zwiadowczej. Do końca 1942 wykonał 93 loty bojowe, zarówno zwiadowcze, jak i w celu bombardowania okrętów i baz wojskowo-morskich wroga w Zatoce Fińskiej i na jeziorze Ładoga. Od marca 1943 do końca wojny walczył w składzie 15 samodzielnego zwiadowczego pułku lotniczego. W 1943 został członkiem WKP(b). Do września 1943 wykonał 215 lotów bojowych, w tym 139 w celach zwiadowczych nad Zatoką Fińską, a 20 nad jeziorem Ładoga. W 1944 i 1945 jako nawigator klucza 44 eskadry 15 pułku lotniczego Sił Powietrznych Floty Bałtyckiej brał udział w walkach nad obwodem leningradzkim, Karelią i krajami bałtyckimi oraz wyspami Zatoki Fińskiej. Łącznie wykonał 258 lotów bojowych. 8 maja 1945 w okolicach Lipawy wraz z dowódcą klucza Aleksandrem Kurzienkowem został zestrzelony przez Gerharda Thybena i zginął.

## Odznaczenia
- Złota Gwiazda Bohatera Związku Radzieckiego (22 stycznia 1944)
- Order Lenina (22 stycznia 1944)
- Order Czerwonego Sztandaru (trzykrotnie, 13 października 1942, 27 stycznia 1943 i 26 listopada 1944)
- Order Wojny Ojczyźnianej I klasy (14 sierpnia 1943)